# Buru (plaats)
Buru is een bestuurslaag in het regentschap Karimun van de provincie Riouwarchipel, Indonesië. Buru telt 2.887 inwoners (volkstelling 2010).